# Подарен живот
Подарен живот (на испански: Te doy la vida) е мексиканска теленовела, режисирана от Серхио Катаньо и Рубен Нелиньо Акоста и продуцирана от Лусеро Суарес за Телевиса през 2020 г. Адаптация е на едноименната чилийска теленовела, създадена от Мария Хосе Гайегиос.
В главните роли са Хосе Рон, Ева Седеньо и Хорхе Салинас.

## Сюжет
Николас е шестгодишно момче, болно от левкемия, което спешно се нуждае от трансплантация на костен мозък. Елена и Ернесто, които са осиновителите на момчето, неочаквано получават новината за болестта му и откриват, че са несъвместими за донорство.
Предвид ситуацията, двойката решава да открие биологичния баща на Николас и го откриват. Педро е обикновен механик, който работи в квартален сервиз. Първоначално Педро отказва да приеме, че е баща на Николас, тъй като приятелката му от миналото умира, без да му каже, че е забременяла. Въпреки това той се среща със сина си, като постепенно между него и осиновителката се появява специална връзка.

## Актьори
- Хосе Рон – Педро Гаридо Саласар
- Ева Седеньо – Елена Виясеньор Еспиноса
- Сесар Евора – Нелсон Лопес
- Ерика Буенфил – Андреа Еспиноса де Виясеньор
- Нурия Бахес – Естер Саласар де Гаридо
- Омар Фиеро – Орасио Виясеньор Кореа
- Лус Мария Агилар – Исабел Армида
- Леонардо Ерера – Николас Риоха Виясеньор
- Хорхе Салинас – Ернесто Риоха Армида / Мигел Ернандес
  - Джошуа Гутиерес – Ернесто Риоха Армида / Мигел Ернандес (млад)
- Дани Переа – Хеорхина „Джина“ Лопес Ортис
- Рикардо Маргалев – Агустин „Агус“ Пресиадо
- Оскар Бонфилио – Доминго Гаридо
- Камила Селсер – Ирене Виясеньор Еспиноса
- Ара Салдивар – Габриела Виясеньор Еспиноса
- Рамсес Алеман – Самуел Гаридо Саласар
- Артуро Кармона – Комендант Едуардо Роблес
- Мигел Анхел Биаджио – Модесто Флорес
- Глория Сиера – Моника дел Вияр
- Дайерн Чавес – Роса Гарсия
- Маурисио Абуларач – Хайме „Джими“ Саравия
- Хосе Мануел Лечуга – Лусиано „Чано“
- Октавио Оканя – Бенито Ранхел
- Уго Масиас Макотела – Мариано Роблес
- Росио де Сантяго – Инес
- Марсела Саласар – Бернардина
- Сантяго Гонсалес – Д-р Вега
- Сачи Тамаширо – Виктория
- Рикардо Клейнбаум – Рафаел
- Патрисия Рохас – Мирея Сантана
- Лурдес Кобо
- Луис Антонио Агилар
- Хардинг-мл. – Гонсалес
- Алваро Сагоне – Адолфо Новоа
- Марибел Гуардия – Силвия
- Луис Гатика – Рикардо Салдивар
- Лисет – Патрисия
- Лус Елена Гонсалес – Паулина Рейес
- Хуан Алехандро Авила – Сабас
- Луис Хавиер – Родолфо Абреу
- Исадора Гонсалес – Социална работничка

## Премиера
Премиерата на Подарен живот е на 23 март 2020 г. по Las Estrellas. Последният 81. епизод е излъчен на 12 юли 2020 г.

## Продукция
На 24 октомври 2019 г. Лусеро Суарес представя пред компания Телевиса актьорите Хосе Рон и Ева Седеньо като двойката, която е избрана да изиграе главните роли в теленовелата, базирана на едноименната чилийска теленовела. Няколко дни по-късно, на 28 октомври 2019 г., започват снимките на продукцията, като е разкрита голяма част от актьорския състав - Хорхе Салинас, Ерика Буенфил, Омар Фиеро, Сесар Евора и други. Половината от записите на продукцията са в студио, а другата половина - на различни локации, като се записват около 30 сцени на ден.
Записите на всички теленовели на Телевиса, както и на тази, са прекъснати в края на март 2020 г. заради пандемията от COVID-19 в Мексико. Заради извънредната ситуация се налага историята да бъде променена в последните си сцени, като записите се възобновяват на 25 май 2020 г., като това е първата теленовела на Телевиса, която започва снимките си при строги мерки на хигиена. Записите приключват на 13 юни 2020 г.

## Критика
Специализираният сайт lahoradelanovela.com дава оценка 8/10, аргументирайки се: „В Подарен живот се среща по-забавено темпо, особено където е необходимо - каквито са емоционалните сцени с детето. Комбинацията от този ритъм, тъжната музика, добрите диалози и добрите изпълнения на актьорите би могла да разчувства дори и камък. Браво!“.
Критикът Алваро Куева пише в мексиканския вестник Milenio: „Тази поредица на Лусеро Суарес изглежда красива, каквато трябва да бъде една теленовела; да, като теленовела от 2020 г. Всеки ресурс е поставен там, където и как трябва да бъде“.

## Награди и номинации
TV Adicto Golden Awards 2020
| Категория                        | Номинация                                                                          | Резултат |
| -------------------------------- | ---------------------------------------------------------------------------------- | -------- |
| Най-добра теленовела на Телевиса | Лусеро Суарес                                                                      | Печели   |
| Най-добра двойка                 | Хосе Рон Ева Седеньо                                                               | Печелят  |
| Най-добър актьор в главна роля   | Хосе Рон                                                                           | Печели   |
| Най-добро детско участие         | Леонардо Ерера                                                                     | Печели   |
| Най-добър финал                  | Подарен живот                                                                      | Печели   |
| Най-добра адаптация              | Едуин Валенсия Лусеро Суарес Кармен Сепулведа Луис Рейносо Луиса Фернанда Гутиерес | Печелят  |

## Версии
- Te doy la vida (2016), чилийска теленовела, продуцирана от Пабло Авила за канал Мега, с участието на Кристиан Рикелме, Селин Реймонд и Алваро Еспиноса.

## В България
Премиерата на теленовелата е на 31 май 2021 г. по Диема Фемили и завършва на 21 септември. Второ излъчване започва на 12 септември 2022 г. Ролите се озвучават от артистите Яница Митева, Силвия Русинова, Елисавета Господинова, Димитър Иванчев, Ивайло Велчев и Здравко Методиев.